# Grecja na Zimowych Igrzyskach Paraolimpijskich 2018
Grecja na Zimowych Igrzyskach Paraolimpijskich 2018 – występ kadry sportowców reprezentujących Grecję na igrzyskach paraolimpijskich w Pjongczangu w 2018 roku.
W kadrze znalazł się jeden zawodnik występujący w snowboardingu. W crossie, jak i w slalomie zajął 19. miejsce.

## Reprezentanci
| Zawodnik              | Dyscyplina   | Konkurencja | Podgrupa | Czas       | Strata | Miejsce | Źródło            |
| --------------------- | ------------ | ----------- | -------- | ---------- | ------ | ------- | ----------------- |
| Konstantinos Petrakis | Snowboarding | Cross       | UL       | Q: 1:08,71 | +8,59  | 19.     | [ 4 ] [ 5 ] [ 6 ] |
| Konstantinos Petrakis | Snowboarding | Slalom      | UL       | 59,45      | +8,68  | 19.     | [ 7 ]             |